# Sula (rodzaj)
Sula – rodzaj ptaków z rodziny głuptaków (Sulidae).

## Rozmieszczenie geograficzne
Rodzaj obejmuje gatunki występujące głównie w tropikalnych częściach oceanów.

## Morfologia
Długość ciała 64–92 cm, rozpiętość skrzydeł 132–166 cm; masa ciała 724–2353 g; samice są średnio większe i cięższe od samców.

## Systematyka
Rodzaj zdefiniował w 1760 roku francuski zoolog Mathurin Jacques Brisson w publikacji własnego autorstwa poświęconej ornitologii. Gatunkiem typowym jest (tautonimia) głuptak białobrzuchy (S. leucogaster).

### Etymologia
- Sula: norweska nazwa Sula dla głuptaków, od staronordyjskiego Súla[13].
- Anaethetus: gr. αναισθητος anaisthētos ‘głupi, bezsensowny’, od negatywnego przedrostka αν- an-; αισθανομαι aisthanomai ‘zrozumieć’[14].
- Dysporus: gr. δυσπορος dusporos ‘niezgrabny, głupi’, od δυσ- dus- ‘ciężki, twardy’; πορος poros ‘przejście’[15].
- Sularius: wariant nazwy rodzaju Sula Brisson, 1760[16].
- Piscatrix: łac. piscatrix, piscatricis ‘rybaczka’, od piscator, piscatoris ‘rybak’, od piscari ‘łowić’, od piscis ‘ryba’[17]. Gatunek typowy (oryginalne oznaczenie): Pelecanus sula Linnaeus, 1758.
- Abeltera: gr. αβελτερος abelteros ‘głupi’, od negatywnego przedrostka α- a-; βελτερος belteros ‘lepszy’, od stopnia wyższego formy αγαθος agathos ‘dobry’[18].
- Hemisula: gr. ἡμι- hēmi- ‘pół-, mały’, od ἡμισυς hēmisus ‘połowa’; rodzaj Sula Brisson, 1760[19]. Gatunek typowy (oryginalne oznaczenie): Sula leucogaster rogersi Mathews, 1913 (= Pelecanus plotus J.R. Forster, 1844[d]).
- Parasula: gr. παρα para ‘blisko’; rodzaj Sula Brisson, 1760[20]. Gatunek typowy (oryginalne oznaczenie): Sula dactylatra bedouti Mathews, 1913 (= Sula personata[e] Gould, 1846).
- Pseudosula: gr. ψευδος pseudos ‘fałszywy’; rodzaj Sula Brisson, 1760[21]. Gatunek typowy (oryginalne oznaczenie): Sula nebouxii A. Milne-Edwards, 1882.
- Prophalacrocorax: gr. προ pro ‘przed, z przodu’; rodzaj Phalacrocorax Brisson, 1760 (kormoran)[22]. Gatunek typowy (oryginalne oznaczenie): †Megus ronzoni Gervais, 1849.

### Podział systematyczny
Do rodzaju należą następujące żyjące współcześnie gatunki:
- Sula sula (Linnaeus, 1766) – głuptak czerwononogi
- Sula leucogaster (Boddaert, 1783) – głuptak białobrzuchy
- Sula brewsteri Goss, 1888 – głuptak siwogłowy
- Sula nebouxii A. Milne-Edwards, 1882 – głuptak niebieskonogi
- Sula variegata (von Tschudi, 1843) – głuptak peruwiański
- Sula dactylatra Lesson, 1831 – głuptak maskowy
- Sula granti Rothschild, 1902 – głuptak galapagoski

Oraz gatunki wymarłe:
- Sula ronzoni (eocen, Francja)
- Sula sulita (późny miocen/wczesny pliocen, Peru)
- Sula universitatis (wczesny miocen, Floryda)
- Sula pohli (środkowy/późny miocen, Kalifornia)
- Sula magna (późny miocen/pliocen, Peru)
- Sula guano (miocen/pliocen, Floryda)
- Sula clarki (późny pliocen, Kalifornia)
- Sula phosphata (miocen/pliocen, Floryda)